# Epifenomenalism
Epifenomenalism är en uppfattning inom medvetandefilosofin att mentala fenomen orsakas av fysisk aktivitet i hjärnan men i sig inte påverkar denna aktivitet, alltså att människans medvetande är ett slags overksam biprodukt till hjärnans egentliga verksamhet som först formulerades av Thomas Henry Huxley.
Ordet är skapat i anslutning till epifenomen, vilket kan översättas med "följdfenomen" eller "beledsagande" fenomen, och betecknar fenomen utan egen makt eller kraft att påverka något annat.